# Cryoturris cerinella
Cryoturris cerinella é uma espécie de gastrópode do gênero Cryoturris, pertencente à família Mangeliidae.